# Татарские Тимяши
Тата́рские Тимя́ши (чув. Тутар Тимешӗ, тат. Татар Тимәше) — деревня в Батыревском районе Чувашии (Россия). Входит в Тойсинское сельское поселение.

## География
Поселение находится на левом (северном) берегу реки Була, на прибрежной равнине, в устье небольшого оврага Болтаево, исток которого располагается несколько северо-западнее. В верховьях оврага есть безымянное озеро. Ещё одно маленькое озеро — на южной окраине, в старице реки (именуется, по некоторым данным, Старая Була). Высота центра деревни над уровнем моря — 104 м. К северу протянулись холмы, разделяющие долины Булы и Малой Булы. Природная зона, в которой находится деревня Татарские Тимяши — степь.
С запада непосредственно примыкает деревня Малые Шихирданы, западнее которой, по направлению к деревне Новое Бахтиарово, располагается Батыревский участок Присурского заповедника (бывший Батыревский сурковый заказник, созданный в местах обитания степных сурков — байбаков). На юге, на противоположном берегу Булы — деревня Старые Тойси. Юго-восточнее, на правом берегу реки — деревня Кошки-Куликеево, восточнее, на левом берегу — село Янтиково (оба населённых пункта — Яльчикский район).

## История
Деревня возникла в XVII веке (существуют данные, что это был 1629 год) как поселение служилых татар-мишарей из Касимовского ханства, в рамках заселения ими засечных черт юго-востока и юга современной Чувашии (в этой связи, вероятно, в качестве чувашского названия деревни иногда приводится «мишарский» вариант Мишер Тимеш — например, по состоянию на 1927 год). Татарский язык жителей деревни, по некоторым данным, относился к «чокающей» группе говоров мишарского диалекта, тогда как говор жителей соседней деревни Малые Шихирданы относился уже к «цокающей» группе (вероятно, «дрожжановский» говор).
В 1780 году, при создании Симбирского наместничества, деревня служилых татар Тимяш из состава Казанского уезда перешла в Буинский уезд. В деревне на тот момент числилось 10 ревизских душ. С 1796 года деревня Татарские Тимяши входила в состав Батыревской волости Буинского уезда Симбирской губернии. По данным 1859 года, в ней насчитывалось 16 дворов и 191 человек жителей (96 мужчин и 95 женщин). Соседняя деревня Янтиково в тот период имела второе название — Чувашские Тимяши.
Жители деревни были частично государственными (1724—1866 годы), частично удельными крестьянами (1835—1863 годы, управление удельными крестьянами осуществляли Батыревский удельный, Сугутский лашманский приказы Удельного ведомства). Крестьяне занимались земледелием, животноводством, отхожими промыслами (чернорабочие, углежоги, валяльщики сапог) в Буинском и соседних уездах. В конце XIX века в поселении была устроена мечеть и при ней мектеб. При подворной переписи Симбирской губернии в 1911 году в деревне было учтено 74 двора, проживали 216 мужчин и 181 женщина. В 1930 году организован колхоз «Нариман».
Деревня входила в состав Батыревской волости Буинского уезда (1780—1920, 1921—27), в Цивильский уезд (1920—21, Ибресинский район Цивильского уезда), Большебатырёвский район (1927—29, предшественник современного Батыревского района), Шихирдановский татарский национальный район (1929—1939), Чкаловский район (с 1939), который с 1957 года носит название Батыревского района.

## Население
| 2010 | 2012 |
| ---- | ---- |
| 128  | ↗176 |

По данным переписи 2002 года, в деревне проживало 168 человек (77 мужчин и 91 женщина), 100 % населения составляли татары.
По состоянию на 1983 год, в деревне проживало приблизительно 420 человек.
Численность населения в XVIII—XX веках
| 1795 | 1869 | 1897 | 1926 | 1939 | 1979 |
| ---- | ---- | ---- | ---- | ---- | ---- |
| 82   | 201  | 339  | 408  | 501  | 294  |

## Улицы
- Набережная
- Овражная
- Школьная[17]

## Инфраструктура
В деревне находятся:
- Татарско-Тимяшская общеобразовательная начальная школа;
- Сельский дом культуры;
- Сельская библиотека;
- Фельдшерско-акушерский пункт;
- Магазин товаров повседневного спроса[18].

Ранее к северу от деревни располагалась молочно-товарная ферма, существовал СХПК «Чулпан» (основной вид деятельности — выращивание зерновых).

## Транспорт
Между деревней и районным центром селом Батырево курсируют рейсовые автобусы маршрутом Батырево — Тойси — Новое Бахтиарово — Татарские Тимяши.

## Религия
В деревне две мечети:
- в здании бывшего медпункта, открыта в 1994 году;
- в здании бывшей школы, где мечеть располагалась до своего закрытия в 1936 году, после закрытия школы вновь открыта в старом здании в начале 2000-х годов[10][11].